# 萊瓜區
萊瓜區（西班牙語：Legua），是哥斯達黎加的一個區，位於該國中部聖何塞省，面積81.59平方公里，海拔高度1,649米，2011年人口1,521，該區人口密度為每平方公里18.64人。